# Campylopterus calcirupicola
Campylopterus calcirupicola — вид птиц из семейства колибри. Эндемик Бразилии, где обитает в экорегионе Мата.
В течение долгого времени вид путали с Campylopterus largipennis, обитающим в подлеске тропических лесов Амазонии. Эти виды различаются по ареалу и имеют небольшие отличия в оперении.
Численность популяции существенно снизилась из-за утраты мест обитания. Вероятно, вид подпадает под критерии для присвоения ему МСОП охранного статуса VU. Тем не менее, в границах ареала он считается или редким, или, местами, достаточно обычным.